# Bautasteine von Strøby
Die vier Bautasteine von Strøby (A bis D) stehen südwestlich von Aakirkeby beim Weiler Strøby (nicht zu verwechseln mit dem Ort Strøby/Seeland) auf der dänischen Insel Bornholm.
- Der Bautastein Strøby A, der auf einer Wiese steht, ist dreieckig. Die Seiten des 1,42 m hohen Steins messen 80 × 80 × 80 cm (Bautastein Strøby A).
- Der etwa 45 m entfernte Bautastein Strøby B hat einen halbkreisförmigen Querschnitt. Er ist 1,0 m hoch. Die flache nach Westen zeigende Seite des Steins ist 80 cm breit. Der Stein ist 55 cm dick und oben leicht gerundet (Bautastein Strøby B).
- Die 105 m entfernten Bautasteine Strøby C und D stehen nahe dem Klintebovej.

Der stehende Stein Strøby C ist etwa 1,7 m breit, 0,7 m dick und 2,0 m hoch. Der Stein ist nach Norden geneigt. Der umgestürzte Stein Strøby D ist 1,0 m breit, 0,6 m dick und 1,9 m lang (Bautasteine Strøby C und D).